# Adrian Smith (architetto)
Adrian Smith (Chicago, 19 agosto 1944) è un architetto statunitense esponente del neo-futurismo e noto per diversi progetti, tra i quali il Burj Khalifa e la Jeddah Tower.

## Biografia
Adrian Smith è nato nel 1944 a Chicago, ma a quattro anni si trasferì con la famiglia nella California meridionale. Il suo interesse per il disegno portò la madre a consigliargli l'architettura. Smith ha frequentato la Texas A & M University, tuttavia ha lasciato gli studi per entrare nel 1967 nello studio Skidmore, Owings and Merrill. Ha terminato la sua formazione presso l'Università dell'Illinois, il Chicago College of Architecture and Arts, laureandosi nel 1969. Nel 2013, Smith ha ricevuto una laurea honoris causa di lettere presso la Texas A & M University. Nel 2006 ha fondato lo studio Adrian Smith + Gordon Gill Architecture.

## Maggiori opere
- AT&T Corporate Center, 1991
- Jin Mao Tower, 1998
- Sede do BankBoston, 2002
- Millennium Park, 2002
- Renaissance Center, 2003
- Canary Wharf, 2004
- Trump International Hotel and Tower, 2009
- Nanjing Greenland Financial Center, 2009
- Burj Khalifa, 2010
- Central Park Tower, 2021
- Jeddah Tower, in costruzione
- Chengdu Greenland Tower, in costruzione[4]
- Azerbaijan Tower, proposta